# مرز أباد (خدا أفرين)
مرز أباد هي قرية في مقاطعة خدا أفرين، إيران. عدد سكان هذه القرية هو 653 في سنة 2006.